# Головмох закручений
Головмох закручений (Bryum torquescens) — вид мохів порядку головмохальних (Bryales).

## Поширення
Батьківщиною є Європа, Африка, Північна Америка, Азія, Австралія.
Населяє ґрунт, камінь, гниючу деревину; від низьких до помірних висот (0–1500 метрів).

## Характеристика
Рослини невеликі чи зазвичай середнього розміру, зелені або червоно-зелені. Стебла 1.5–2 см. Листки головної розетки і новоутворень схожі; злегка скручені коли сухі й прямовисні коли вологі, від широко-яйцюватих до обернено-яйцюватих, плоскі 1.5–3 мм; краї загнуті від середини листка до верхівки, чітко та сильно зазубрені дистально; верхівка гостра. Спеціалізоване нестатеве розмноження ризоїдальними бульбами, які багряно-червоні, малинові або червоні, (100)200–300 мкм. Вид дводомний або багатодомний. Коробочка висяча, червона, подовжено-грушоподібна, 3–6 мм.